# Военно-промышленные комитеты
Военно-промышленные комитеты (ВПК) — организации российских предпринимателей, созданные с целью мобилизации промышленности для военных нужд, работавшие во время Первой мировой войны.

## Организация
В мае 1915 года на 9-м съезде представителей промышленности и торговли была впервые сформулирована идея о создании военно-промышленных комитетов (далее — ВПК). В июле 1915 года состоялся 1-й съезд ВПК. На его заседаниях наряду с экономическими были подняты и политические вопросы, в том числе создание правительства, пользующегося доверием Государственной думы. В августе того же года был принят нормативно-правовой акт, закреплявший за комитетами функции содействия правительственным учреждениям в деле снабжения армии и флота необходимым снаряжением и довольствием путём планового распределения сырья и заказов, своевременного их исполнения и установления цен.

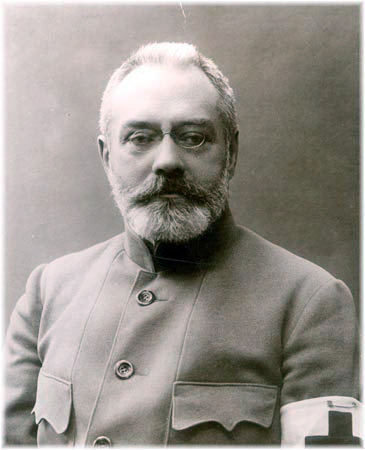
А. И. Гучков

Для координации действий местных комитетов был создан Центральный военно-промышленный комитет. Он располагался в Петрограде на Литейном проспекте, 46, там же проходили съезды представителей ВПК. Выходил его печатный орган — «Известия Центрального ВПК» (1915—1918 гг.). Центральный ВПК образовал в своём составе ряд секций по отраслям, число которых всё время увеличивалось. Были созданы секции: механическая, химическая, по снабжению армии, вещевая, продовольственная, санитарная, по изобретениям, автомобильная, авиационная, перевозок, угольная, нефтяная, торфяная и лесная, мобилизационная, крупных снарядов, станков и пр.
Председателем Центрального ВПК был сначала Н. С. Авдаков, а затем А. И. Гучков (июль 1915 г. — март 1917 г., май—октябрь 1917 г.). Товарищем председателя был избран А. И. Коновалов, позже им стал депутат IV Государственной Думы Н. К. Волков. Во главе Московского (местного) комитета стоял известный предприниматель — П. П. Рябушинский. С 1915 года одним из сотрудников комитета являлся А. И. Садовский.
К началу 1916 года было создано 220 местных ВПК, объединённых в 33 областных, позднее их число возросло.
После 2-го съезда представителей ВПК (26—29 февраля 1916 года), в составе ВПК были организованы рабочие группы: 10 представителей петроградских рабочих во главе с меньшевиком К. А. Гвоздевым избраны в состав Центрального ВПК, 6 — в состав Петроградского ВПК.

## Деятельность
Небольшой первоначальный капитал в 160 000 рублей ВПК получили как взнос от совета съездов представителей промышленности и торговли. Из казны военно-промышленным-комитетам было ассигновано 300 000 рублей.
Основной задачей ВПК стало централизованное получение правительственных заказов на поставку военного снаряжения и размещение их на промышленных предприятиях. ВПК стали посредником между государством и частной промышленностью. Правительством ВПК было предоставлено отчисление в 1 % от всех казённых заказов, размещённых при участии военно-промышленных комитетов, что составило значительные суммы.
До Февральской революции 1917 г. ВПК получили от казны заказы на сумму около 400 000 000 руб., но выполнили менее половины . ВПК также участвовали в улаживании конфликтов между рабочими и предпринимателями (примирительные камеры).
По решению большевистского руководства 26 октября 1917 г. все члены рабочей группы Центрального ВПК были арестованы. После 4-го съезда ВПК (17—29.3.1918 г.) их предприятия и часть аппарата преобразованы в Народно-промышленные комитеты, которые были окончательно упразднены в октябре 1918 г.